# Chelonus talyshensis
Chelonus talyshensis är en stekelart som beskrevs av Vladimir Ivanovich Tobias 1976. Chelonus talyshensis ingår i släktet Chelonus och familjen bracksteklar. Inga underarter finns listade i Catalogue of Life.